# 52965 Laurencebentz
52965 Laurencebentz è un asteroide della fascia principale. Scoperto nel 1998, presenta un'orbita caratterizzata da un semiasse maggiore pari a 2,2239534 au e da un'eccentricità di 0,1227983, inclinata di 5,29191° rispetto all'eclittica.